# Rådmandsgade Skole
Rådmandsgade Skole er en folkeskole beliggende på Nørrebro, på Rådmandsgade i København N.

## Historie
Skolen blev bygget i 1889 og kostede 175.043 kr. og 30 øre. Den var tegnet af den allestedsnærværende stadsarkitekt Ludvig Fenger, bygget på kommunal grund, matr.nr. 922 og 1289. Det bemærkedes at "I alle Forstuer er anbragt Knagerækker og Madkassehylder." Skoletiden var dengang enten fra 8 til 12(måske til 13) eller fra 13 til 17 (måske 18). 113 elever havde arbejde udenfor hjemmet (ikke unormalt højt tal). Skolen startede med 55 lærere.
Lise Egholm satte fra 1995 til 2013 Rådmandsgade Skole på landkortet. Kort efter hendes tiltrædelse var der på skolen 86 procent tosprogede elever, men det blev nedbragt til 50 procent i løbet af fem år. Som skoleleder stod hun for en pædagogisk linje, hvor der blev stillet krav til lærere og elever, men også til forældre i skole-hjem-samarbejdet. Hun afskedigede otte lærere, fordi de ikke var gode nok, og sagde til et antal andre lærere, at de skulle tage sig sammen, hvis de ville undgå en fyring. Foruden manglende engagement var der ifølge Lise Egholm for højt sygefravær blandt lærerne. Hun sørgede for at uddanne trivselsvejledere og oprettede integrationskurser for lærerne og pædagogerne for at hæve elevernes trivsel.

## Elevtal
- 1889: 891 elever fordelt på ca. 33 klasser med 476 drenge og 415 piger
- 1909: 1.535 elever
- 1939: 605 elever
- 1989: 510 elever
- November 2017: 629 elever

## Tidligere elever
- Jørgen Lange Thomsen[3]